# Béganne
Béganne (in bretone: Begaon) è un comune francese di 1 419 abitanti situato nel dipartimento del Morbihan nella regione della Bretagna.

## Società

### Evoluzione demografica
Abitanti censiti